# Francis Rambert
Francis Rambert (París, 1954) es un crítico de arquitectura y comisario de arte francés.

## Biografía
Francis Rambert es hijo del arquitecto e historiador de la arquitectura, Charles Rambert. De formación autodidacta y guiado por su padre se acercó a la arquitectura a través de la fotografía y, después, de la crítica. Rambert es, desde 2017, presidente del consejo de administración de la Ecole nationale d'architecture de Francia. Con anterioridad fue director del Instituto Francés de Arquitectura en el departamento contemporáneo de la Cité de l'Architecture et du Patrimoine en París, editor de la crónica Architecture del suplemento cultural de Le Figaro y participó en la creación de la revista D'architectures. Por otra parte, ha publicado numerosos artículos en la prensa especializada y en especial en la revista Connaissance des Arts, de la que es colaborador habitual. En su labor como comisario destacan la exposición de los proyectos sobre el futuro de la metrópolis parisina, 'Le Grand Pari(s)', y el pabellón francés de la Bienal de Arquitectura de Venecia de 2008 sobre el tema GénéroCité, le généureux vs le générique. Rambert ha sido miembro del jurado del Premio Europeo del Espacio Público Urbano en varias ediciones.
Rambert ha sido galardonado con la Orden de las Artes y las Letras y con la Legión de Honor (2005 y 2010 respectivamente).